# Семигорский
Семиго́рский — хутор в Натухаевском сельском округе муниципального образования город Новороссийск. 

## География
Расположен в 22 км к северо-западу от центра Новороссийска, в 3 км к юго-востоку от станицы Натухаевской, в 5,5 км к северо-западу от посёлка Верхнебаканского, в 6 км к северо-востоку от станицы Раевской. 

## Население
| 2002 | 2005  | 2010  | 2021  |
| ---- | ----- | ----- | ----- |
| 1553 | ↗1600 | ↘1589 | ↗3304 |